# Ham (Esneux)
Pour les articles homonymes, voir Ham.
Ham est un hameau de la province de Liège en Belgique. Situé au centre et sur les hauteurs d'une boucle aux trois-quarts fermée de l'Ourthe il fait administrativement partie de la commune d'Esneux en province de Liège (Région wallonne de Belgique).
Ham figure parmi les douze villages repris dans la brochure Villages de caractère éditée par la Province de Liège.

## Description
Ham est un petit village de caractère avec un ensemble architectural homogène de maisons en pierre calcaire qui est classé depuis 1991 sur la liste du patrimoine immobilier classé d'Esneux. Parmi ces maisons, se trouve la Maison des écrivains et des artistes où se retrouvaient Léon Souguenet, Camille Lemonnier, Maurice des Ombiaux, Auguste Donnay, Oscar et Émile Berchmans, Olympe Gilbart, Joseph Rulot, Isi Collin ou encore Jean d'Ardenne
Au-dessus du hameau, la butte de Ham (altitude 169 m) donne une vue panoramique sur le méandre de l'Ourthe qui coule quelque 80 m plus bas avec en point de mire, la falaise blanchâtre de la Roche-aux-Faucons.